# 東京都薬用植物園
東京都薬用植物園（とうきょうとやくようしょくぶつえん）は、 東京都小平市中島町にある、薬用植物やハーブを栽培する植物園。1946年（昭和21年）に設立され、2003年度（平成15年度）から東京都健康安全研究センターの試験研究機関となっている。栽培している植物は約750種類で、来園者を受け入れている一方で、有刺鉄線と柵で隔離した区画では麻薬原料であるケシや大麻も研究用に育てている。その他の違法薬物、健康食品などの監視・分析や取り締まりを含めて東京都の薬務行政の一端を担っている。管理は公益社団法人東京生薬協会に委託されている。
植物園自然保護国際機構（BGCI）による認証コード、およびハーバリウムのイニシャルはTOKMM。 

## 概要
- 所在地：〒187-0033 東京都小平市中島町21−1[4]
- 面積：31,398平方メートル
- 標高：85メートル
- 年間平均気温：14.8℃ (±0.4℃)
- 年間平均降水量：1,506.3mm (±309.2mm）

開園時間は、4月から9月が午前9時から午後4時30分まで、10月から3月が午前9時から午後4時まで。休館日は月曜日（月曜日が祝日の場合はその翌日）。入園料無料。 
交通は西武拝島線東大和市駅下車。西武バス「東京都薬用植物園」バス停下車（立川駅、久米川駅、東村山駅などから利用可）。

## 歴史
1946年（昭和21年）に設立され、薬事監視取締まりに必要とされる生薬基準確立のため、薬草の栽培、管理、調製を行った。1968年（昭和43年）から1985年（昭和60年）まで園長であった田中孝治は、薬草の啓蒙に努め数多くの薬草に関する著書を残した。 
2003年（平成15年）、試験研究機関としての機能を強化するため、東京都健康安全研究センターに再編された。規制植物や健康食品の指導・取締りを目的として、植物鑑別を中心とした試験検査や調査研究を行っている。
園内で育てた植物は標本にして保存しており、鑑別などに使う。

## コレクション
主に日本の薬局方で使用されている植物、特にオケラ、カンアオイ属、タツナミソウ属等が栽培されている。 
用途に応じて、植物は14のセクションに分類されている。 
- 熱帯植物の冷室と温室：メコノプシス属（Meconopsis betonicifolia）、インドジャボク（Rauwolfia serpentina）、チョウジ（Syzigium aramaticum）、イエライシャン（Telosma cordata）等
- ボタン (植物)（Paeonia suffruticosa）、ベニバナ（Caトウキ（Angelica acutiloba） 、ミシマサイコ （Bupleurum scorzonerifolium）など伝統的な漢方（中国と日本）で使用されている植物等
- クリンソウ（Primula japonica）、ドクゼリ（Cicuta virosa）、コウホネ（Nuphar japonicum）、ホソバヒメガマ（Typha angustifolia）など端に生長する薬用および有毒植物等
- 食糧および薬学で使用される低木：ウメ、サンシュユ、Catalpaのovata（キササゲ）、Akebiaのキナタ（アケビ）等
- 日本薬局方：ドクダミ（Houttuynia cordata）、エビスグサ（Cassia tora）、ジュズダマ（Coix lacryma-jobi var）、ハトムギ（ma-yuen）、ゼラニウム（thunbergii）等
- ケシ属（Papaver、カンナビス（Cannabis）、Papaver somniferum 、Papaver setigerum、ハカマオニゲシ（Papaver bracteatum）、アサ（Cannabis L.）の実験作物等
- 日本の製薬業界で使用されている植物：ハシリドコロ（Scopolia japonica）、ジギタリス（Digitalis purpurea）、チョウセンアサガオ（Datura luxury）、 イヌサフラン（Colchicum autumnale）等
- 有用な植物：ヒナゲシ、アジサイ、thunbergii、ソバ（Fagopyrum esculentum）、ワタ属（Gossypium spp）等
- 染料植物および芳香性ハーブ：カモミール（Matricaria recutita）、ラバンジン （Lavandula hybrida）、アイ (植物)（Persicaria tinctoria）、ウスベニアオイ（Malva sylvestris）等
- 外来薬用植物：ホソバオケラ（Atractylodes ovata 、Crataegus pinnatifida、Mucuna membranacea、Atractylodes lancea DC VAR）、キネシス等
- 有毒植物：フクジュソウ （Adonis amurensis）、アセビ（Pieris japonica）、センニンソウ（Clematis terniflora）、ヒガンバナ（Lycoris radiata）等
- アルパイン薬用植物：スノードロップnivalis L.、トウテイラン（ヴェロニカornata）、 オミナエシ属のscabiosifolia 、リンドウの VAR、ビュルゲリ等
- 下層の薬用植物：カタクリ（Erythronium japonicum）、オウレン（Coptis japonica var.s）、ヤブラン（Liriope platyphylla）等
- 実験作物：ウスバサイシン（Asarum sieboldii）、ホソバオケラ（Atractylodes ovata）、キキョウ（Platycodon grandiflorum）、丹参（Salvia miltiorrhiza）等

## 活動

### 研究
- 麻薬や危険ドラッグ、健康食品に使用される植物の鑑別に関する研究[1][9]

### 収集・栽培
- 標本植物の栽培・育成と保存[1]
- ケシ・大麻などの試験栽培および都内で摘発されたものの処分[1]
- 薬用植物の収集[1]
- 危険ドラッグや健康食品に使用される植物の調査および収集[9]

### 教育活動
- 麻薬取締員、薬事監視員および医学・薬学・看護学生に対しての教育研修[1]
- 薬草教室や薬草観察会などの、都民のための普及活動[9]
- 花咲案内人による園内のボランティアガイド[10]